# 数据驱动编程
在计算机编程中，数据驱动编程，是一种编程范型，在其中程序语句描述要匹配的数据，和对它需要做的处理，程序本身不定义选取数据的一序列文件操作步骤。数据驱动语言的标准例子是文本处理语言sed和AWK，在其中数据是输入流中的一序列的行，因而它们也叫面向行的语言，而模式匹配主要通过正则表达式或行号来完成。

## 有关范型
数据驱动编程类似于事件驱动编程，尽管它们典型的应用于不同领域，二者都被结构化为模式匹配和结果处理，并通常由主循环来实现。条件/动作模式还类似于面向方面编程的点切入机制，当匹配了一个点切入所规定的条件时，执行与这个接合点的相关通告所设定的动作。类似的范型也用于某些跟踪框架比如DTrace，在这里人们列出探测（probe）即指示（instrumentation）点，和在条件满足时执行的相关的动作。
适配抽象数据类型设计方法到面向对象编程，导致数据驱动设计。在面向对象编程中，这种类型的设计有时被用于在构思一段软件期间定义类。

## 数据驱动编程语言
- AWK[1]
- Oz
- Perl – 如AWK和sed这样的数据驱动编程，是Perl支持的范型之一
- sed
- Lua[3]
- Clojure[4]

邮件过滤语言
- fdm
- maildrop
- procmail
- Sieve

## 引用
1. 1 2 3  Stutz, Michael. . developerWorks. IBM. September 19, 2006  [2010-10-23]. （原始内容存档于20 May 2011）. [AWK is] often called a data-driven language -- the program statements describe the input data to match and process rather than a sequence of program steps
2. ↑  Rebecca Wirfs-Brock; Brian Wilkerson. . Conference Proceedings on Object-Oriented Programming Systems, Languages and Applications (New York: ACM). 1989: 71–75. ISBN 0897913337. S2CID 7372657. doi:10.1145/74877.74885.
3. ↑  Ierusalimschy, Roberto; de Figueiredo, Luiz Henrique; Celes, Waldemar. . www.lua.org. 2017-02-03  [2018-06-05]. （原始内容存档于2018-06-02）.
4. ↑  . www.clojure.org.   [2018-06-05]. （原始内容存档于2018-06-05）.